# جدار الصوت (في الموسيقى)

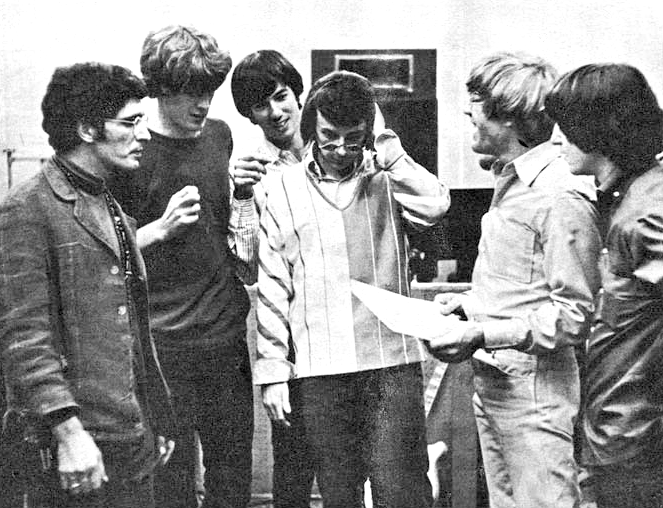
فيل سبيكتور (في المنتصف) في ستوديوهات جولد ستار بكاليفورنيا مع فريق الرباعية الشعبية الحديثة عام 1965

جدار الصوت (يُدعى أيضًا صوت سبيكتور) هو إحدى صيغ الإنتاج الموسيقي التي طورها منتج التسجيلات الأمريكي فيل سبيكتور في غولد ستار ستوديوز في ستينيات القرن العشرين، بمساعدة المهندس لاري ليفين ومجموعة من موسيقيي الجلسات الذين عُرفوا لاحقًا باسم «ذا ريكنغ كرو». طُور جدار الصوت بهدف استغلال إمكانيات تسجيل الستوديو لخلق جمالية أوركسترالية ذات كثافة غير مسبوقة، إذ تجلت بوضوح في أجهزة الراديو وصناديق الموسيقا الخاصة بذلك العصر. شرح سبيكتور في عام 1964: «بحثت عن صوت ما، صوت قوي للغاية من شأنه دعم التسجيل في حال عدم وجود مادة تسجيل جيدة. لقد كانت حالة من التقوية، والتقوية. تلاءم كل شيء من بعضه بشكل مشابه لقطع الأحجية».
نشأت بعض الأفكار الخاطئة حيال جدار الصوت، إذ اعتُقد أن تطويره معتمد ببساطة على رفع الضجيج والتشويه إلى الحد الأقصى، لكن تطلبت طريقة تطويره قدرًا أكبر من التظليل الموسيقي. من أجل الوصول إلى جدار الصوت، دعت ترتيبات سبيكتور العديد من الفرق الموسيقية الكبيرة للمشاركة (بما في ذلك بعض الأدوات الموسيقية غير المستخدمة عادة في عزف الفرق، مثل الغيتار الصوتي أو الكهربائي)، بالإضافة إلى استخدام الأدوات الموسيقية المتعددة بهدف مضاعفة العديد من الأجزاء مرتين أو ثلاث مرات لخلق نغمة غنية وثرية أكثر. على سبيل المثال، حرص سبيكتور في أغلب الأوقات على مضاعفة جزء معين عبر عزفه بواسطة غيتار صوتي مع بيانو كهربي وهاربسكورد. يتعذر على المستمع التمييز بين هذه الآلات الثلاث عند مزجها بشكل جيد.
شملت ميزات الصوت الأخرى إدخال سبيكتور سلسلة من الأدوات الموسيقية الأوركسترالية (الآلات الوترية، وآلات النفخ الخشبية، وآلات النفخ النحاسية والآلات الإيقاعية) غير المستخدمة سابقًا في موسيقا البوب الموجهة للشباب. سُلط الضوء أيضًا على رد الصوت من حجرة الصدى من أجل الحصول على تركيب إضافي. وصف أساليبه بأنها «نهج فاغنري للروك آند رول: سيمفونيات صغيرة للأطفال». تؤدي دمج الفرق الموسيقية مع رد الصوت أيضًا إلى زيادة متوسط القوة الصوتية بشكل مشابه للضاغط الصوتي. بحلول عام 1979، أصبح استخدام الضاغط إحدى الممارسات الشائعة في أجهزة الراديو، ما أدى إلى خلق الاتجاه الذي مهد الطريق لظهور حرب الجهارة في ثمانينات القرن العشرين.
شكلت تعقيدات هذه التقنية سابقة في مجال إنتاج الصوت للموسيقى الشعبية. وفقًا للمؤدي الرئيسي في فرقة ذا بيتش بويز براين ويلسون، الذي استخدم هذه الصيغة على نطاق واسع: «في الأربعينيات والخمسينيات، اعتُبرت الترتيبات «جيدة هنا، استمع إلى هذا البوق الفرنسي» أو «استمع إلى مقطع الوتر هذا الآن». كان جميعها بمثابة صوت محدد. لم تشمل مجموعات مركبة من الأصوات واستطعنا، مع مجيء فيل سبيكتور، إيجاد مجموعات صوتية مركبة، التي تمثل – من الناحية العلمية – جانبًا رائعًا لإنتاج الصوت».

## هدف جدار الصوت
كان الهدف هو استغلال إمكانيات التسجيل في الاستوديو لخلق جمالية أوركسترالية كثيفة بشكل غير عادي ظهرت جيدًا من خلال أجهزة الراديو والصناديق الموسيقية في ذلك العصر. أوضح سبيكتور في عام 1964: «كنت أبحث عن صوت، صوت قوي لدرجة أنه إذا لم تكن المادة هي الأفضل، فإن الصوت سيحمل الرقم القياسي. لقد كانت حالة زيادة، زيادة. كل ذلك يتلاءم معًا مثل بانوراما».

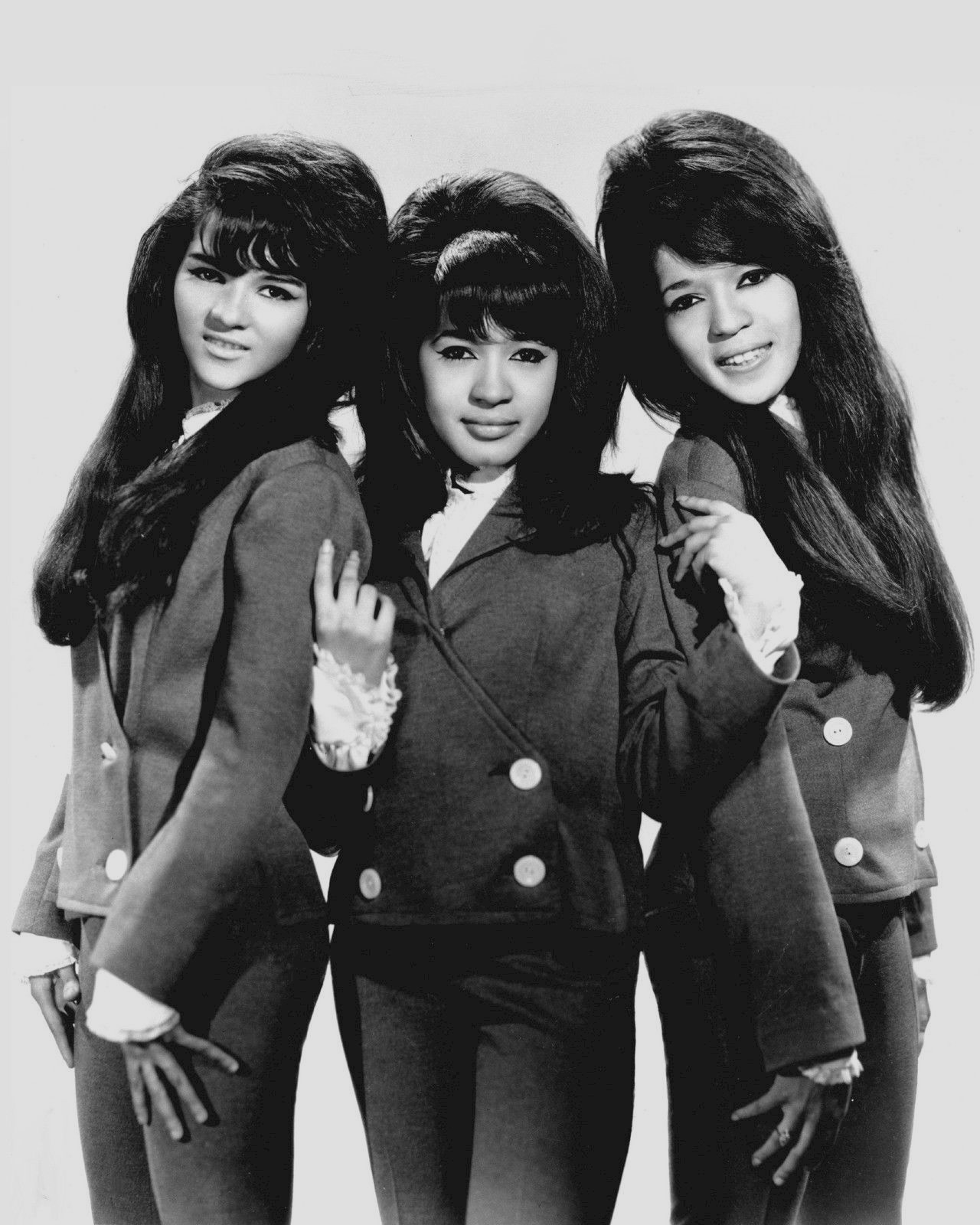
فريق الرونتس: إحدى فرق الفتيات العديدة التي انتجها فيل سبيكتر في الستينات

## خطأ شائع عن جدار الصوت
تعتقد أحد المفاهيم الخاطئة الشائعة أن جدار الصوت تم إنشاؤه ببساطة من خلال الحد الأقصى من الضوضاء والتشويه، ولكن الطريقة كانت في الواقع أكثر دقة.

## تكوين الجدار
قام سبيكتور للوصول إلى جدار الصوت، بتجميع مجموعات كبيرة (بما في ذلك بعض الأدوات التي لا تُستخدم عمومًا في العزف الجماعي، مثل القيثارات الكهربائية والصوتية)، مع أدوات متعددة تضاعف أو تبالغ في مضاعفة العديد من الأجزاء لخلق نغمة أكثر اكتمالاً وثراء، على سبيل المثال، غالبًا ما قام سبيكتور بتكرار جزء يعزف عليه بيانو صوتي مع بيانو كهربائي وآلة قيثارة. إذا اختلطت الأدوات الثلاثة جيدًا، فلن يتمكن المستمع من تمييزها.
أضاف سبيكتر مجموعة من الآلات الأوركسترالية (الأوتار - آلات النفخ الخشبية - النحاسية والإيقاع) التي لم تكن مرتبطة سابقًا بموسيقى البوب الموجهة للشباب. تم تسليط الضوء أيضًا على تردد من غرفة صدى للحصول على نسيج إضافي. وصف أساليبه بأنها «نهج فاغنري لموسيقى الروك أند رول: سيمفونيات صغيرة للأطفال». أدى الجمع بين المجموعات الكبيرة مع تأثيرات الصدى أيضًا إلى زيادة متوسط قوة الصوت بطريقة تشبه الضغط.

## انتشار صيغة جدار الصوت
أصبح استخدام الضغط شائعًا في الراديو بحلول عام 1979، مما يشير إلى الاتجاه الذي أدى إلى حرب الصخب في الثمانينيات loudness war.
كانت تعقيدات هذه التقنية غير مسبوقة في مجال إنتاج الصوت للموسيقى الشعبية. وفقًا لرئيس فريق بيتش بويز «براين ويلسون»، الذي استخدم الصيغة على نطاق واسع: «في الأربعينيات والخمسينيات من القرن الماضي، تم اعتبار هذه الترتيبات» جيدة هنا، استمع إلى ذلك البوق الفرنسي «أو» استمع إلى مقطع السلسلة هذا الآن«. لقد كان صوتًا محددًا. لم تكن هناك مجموعات من الأصوات، ومع ظهور فيل سبيكتر وجدنا تركيبات صوتية، والتي - من الناحية العلمية - تعد جانبًا رائعًا لإنتاج الصوت». أشار عازف الجيتار في الجلسة بارني كيسيل كيف كانت «بسيطة للغاية»، ومع ذلك، «الطريقة التي استخدمها» سبيكتور«وتسجيلها، قاموا بنشرها بحيث لا يمكنك اختيار أي آلة واحدة. لم تكن التقنيات مثل التشويه وصدى الصوت جديدة، لكن فيل جاء واصطحبها معهم لإصدار أصوات لم يتم استخدامها في الماضي. اعتقدت أنها كانت عبقرية».

## وصلات خارجية
https://philspector.com/ جدار الصوت (في الموسيقى)
https://ig.ft.com/life-of-a-song/be-my-baby.html جدار الصوت (في الموسيقى)